# Disneyland Paris
Koordinaten: 48° 52′ 21″ N, 2° 46′ 34″ O
Disneyland Paris (früher Euro Disney Resort und dann Disneyland Resort Paris) ist ein Themenpark-Komplex von 22,30 km² (2.230 ha), der größtenteils auf der Gemeinde Chessy (Seine-et-Marne) liegt, 32 Kilometer östlich von Paris. Der touristische Komplex, der 1992 eröffnet wurde, umfasst zwei Themenparks: den Disneyland Park und den Walt Disney Studios Park, sowie sieben Hotels und einen Golfplatz. Der urbane Komplex verstärkt das Gewebe des Sektors IV von Marne-la-Vallée durch die Agglomeration Val d’Europe. Der Standort ist gut mit Verkehrsanbindungen ausgestattet, darunter die Verlängerung der Linie A des RER d’Île-de-France nach Osten am 1. April 1992, finanziert von der Regionalregierung, Straßennetze wie die Anbindung an die Autoroute A4 sowie ein TGV-Bahnhof, der am 29. Mai 1994 eröffnet wurde und von der SNCF, Disneyland Paris und dem Staat finanziert wurde. Dieser Bahnhof verbindet den Komplex mit den wichtigsten Städten Frankreichs und Europas.
Der Komplex wird von der Euro Disney Gruppe betrieben, die von 1989 bis 2017 an der Börse von Paris notiert war, bevor die Walt Disney Company 97,08 % der Anteile erwarb und das Unternehmen somit von der Börse nahm. Seit dem 12. Dezember 2018 wird Disneyland Paris von Natacha Rafalski geleitet, die Catherine Powell ablöste. Im Jahr 2016 verzeichnete der Komplex einen leichten Rückgang des Umsatzes, der bei 1,28 Milliarden Euro lag, im Vergleich zu 1,3 Milliarden Euro im Jahr 2014. Im selben Jahr wurde die Gesamtzahl der Besuche seit der Eröffnung 1992 auf mehr als 375 Millionen geschätzt. Mit über 17.000 Mitarbeitern ist Disneyland Paris der größte Arbeitgeber an einem einzigen Standort in Frankreich und der größte private Arbeitgeber im Département Seine-et-Marne. Dabei sind in der Belegschaft über 100 verschiedene Nationalitäten vertreten und es werden mehr als 20 Sprachen gesprochen.

## Geschichte

### 1976–1985: Die Anfänge des Projekts im Geheimen
Mit dem Erfolg des amerikanischen Disneyland-Parks in Kalifornien, der 1955 eröffnet wurde, begann die Walt Disney Company, nach neuen Standorten für weitere Themenparks zu suchen. Dies führte zur Eröffnung des Walt Disney World Resort in Florida im Jahr 1971 und des Tokyo Disney Resort in Japan im Jahr 1983.
Die Idee, einen Disney-Park in Frankreich zu errichten, ist jedoch sehr alt, da bereits 1976 Walt Disney Productions Gespräche mit der Datar (Délegation à l'Aménagement du Territoire et à l'Action Régionale) aufgenommen hatte, die jedoch nicht zum Erfolg führten. Im Januar 1984, während einer Reise der französischen Ministerin für Außenhandel und Tourismus, Édith Cresson, in die Vereinigten Staaten, führte ihr Kabinettschef, Patrick Subremon, der von Charles de Chambrun, dem ehemaligen Minister für Außenhandel unter Charles de Gaulle, eingeführt wurde, ein Gespräch mit einem der wichtigsten amerikanischen Immobilienentwickler. Bei einem Mittagessen in einem privaten Club erkundigte sich dieser nach der politischen und sozialen Lage in Frankreich, besorgt über die „permanente Revolution“, die „Gewerkschaftsdemonstrationen“ und die „übermäßige Bürokratie“.
Nach einem Treffen zwischen Patrick Subremon, Ray Watson, Präsident von Walt Disney Productions, und Frank Stanek, dem Entwickler von Tokyo Disneyland, im 40. Stock der Bank of America, bei dem die allgemeinen Linien des Projekts für einen Disney-Park in Europa besprochen wurden, übergaben die Amerikaner den Franzosen verschiedene Dokumente zur weiteren Überlegung. Édith Cresson informierte den französischen Präsidenten François Mitterrand, doch die Anzahl der Personen, die von dem Projekt wussten, war stark begrenzt: das Sekretariat der Neuen Städte, die Investmentbank Lazard für Finanzfragen und das Bureau Bourdais, das eine Studie zu möglichen Standorten durchführte. Der Innenminister Gaston Defferre wurde im Frühjahr 1984 ebenfalls eingeweiht, als amerikanische Hubschrauber begannen, potenzielle Standorte für den Park zu überfliegen. Diese ungewöhnliche Aktivität blieb nicht unbemerkt, was Defferre dazu veranlasste, zu glauben, dass der zukünftige Park vielleicht in der Nähe von Marseille entstehen würde.
Zwischen dem 22. und 27. März 1984 reisten Ray Watson und Ron Miller, der Schwiegersohn von Walt Disney, nach Paris, um ein europäisches Parkprojekt zu besprechen.
Parallel dazu begannen die französischen Verhandlungsführer heimlich, sehr intensive Gespräche zu führen. Zur gleichen Zeit, nach der Börsenkrise und den Ernennungen von Michael Eisner und Frank Wells an die Spitze von Disney, wurde das Interesse an einer europäischen Expansion erneut geweckt. Ende 1984 begannen sie ernsthaft, die Idee eines „Euro Disneyland“ zu überdenken. Die Leiter der Disney-Themenpark-Abteilung, Dick Nunis und Jim Cora, präsentierten den beiden Führungskräften eine Liste von fast 1.200 möglichen Standorten in Europa.

### 1985: Die Wahl Frankreichs
Im Januar 1985 suchte Roy Edward Disney, der Neffe von Walt Disney und Vizepräsident von Disney, nach einem Standort in Europa für den ersten Park auf dem Kontinent. Zu diesem Zeitpunkt war noch kein Standort bestätigt, aber zwei Länder wiesen bereits eine gewisse Rivalität auf: Spanien und Frankreich. Die Region Seine-et-Marne wurde bereits als möglicher Standort vorgeschlagen, während in Spanien die bevorzugten Städte Barcelona und Alicante waren. Die wirtschaftliche Lage in diesem Jahr war jedoch angespannt, und die Errichtung eines Parks dieser Größe erschien als Chance. Spanien hatte bereits Subventionen eingerichtet und wies auf die Attraktivität der Standorte im Land hin. Disney sah aber das Problem, dass ein Disneyland in Spanien nur Urlaubsbesucher anziehen würde und so das Resort nur im Sommer ausgelastet sein würde.
Im Dezember 1985 kündigte France Inter an, dass der Park in Frankreich gebaut werden würde. Der Journalist Patrice Bertin gab diese Nachricht bekannt, und der damalige Premierminister Laurent Fabius bestätigte die Ankunft des amerikanischen Riesen, wobei er darauf hinwies, dass der Europastandort von anderen Ländern ebenfalls angestrebt wurde. Der Park sollte 30 km von Paris entfernt gebaut werden.

### 1987–1992: Ein großangelegtes Projekt
Die amerikanische Firma verstand es geschickt, den Wettbewerb zwischen den Standorten auszunutzen, um von den öffentlichen Behörden Zugeständnisse zu erhalten, die von manchen, darunter auch lokale Politiker, deren Grundstücke unter Verschluss standen, als exorbitant angesehen wurden. Tatsächlich entschied Disney, in Übereinstimmung mit dem Staat, die fünf Kommunen des Sektors IV von Marne-la-Vallée (Bailly-Romainvilliers, Chessy, Coupvray, Magny-le-Hongre, Serris) zu entwickeln. Eine bisher nie dagewesene öffentlich-private Partnerschaft wurde während drei Jahren intensiver Verhandlungen zwischen dem Staat, dem Betreiber von Disneyland Paris, der RATP, dem Département Seine-et-Marne, der Region Île-de-France und dem öffentlichen Entwicklungsinstitut Epafrance ausgehandelt. Diese Partnerschaft ist bis heute gültig und gewährt der Disney-Gruppe erhebliche Vorteile im Hinblick auf die Landnutzung: 1.945 Hektar (ein Fünftel von Paris) wurden vom Staat erworben und für Disney reserviert, das bis 2019 die Hälfte dieser Fläche entwickelt hat. Die Grundstücke werden durch das öffentliche Institut EpaMarne erschlossen und dann an Disney verkauft, das als exklusiver Entwickler fungiert. Darüber hinaus kann die Firma diese Grundstücke zu äußerst günstigen Preisen zurückkaufen; der Preis von 1987 wird zugrunde gelegt, um die Grundstücke anschließend an Immobilienentwickler weiterzuverkaufen, nachdem die Kommune die öffentlichen Einrichtungen und Regenwasserrückhaltebecken übernommen hat.
Am 12. März 1987 wurde Robert Fitzpatrick zum Präsidenten von Euro Disneyland ernannt. Erst am 24. März 1987 unterzeichnete die französische Regierung einen 30-jährigen Vertrag für die Entwicklung des Euro Disney Resort, was den Beginn der Bauarbeiten ermöglichte. Die fünf Kommunen des Sektors organisierten sich in einer interkommunalen Struktur, in Form eines Syndikats der neuen Agglomeration.
Laut dem finalen Plan sollte der Park bis zum Jahr 2000 eine Fläche von 1.800 Hektar erreichen, wovon nur ein kleiner Teil für den Freizeitpark selbst vorgesehen war, während der Rest für Büros, ein Theater, kulturelle und kommerzielle Zentren sowie Sporteinrichtungen genutzt werden sollte. Die anfänglichen Investitionskosten wurden auf 15 Milliarden Franc (etwa 2,3 Milliarden Euro) veranschlagt, zusätzlich zu 5 Milliarden Franc für Infrastruktur (Straßen, RER etc.). Schon damals war eine zweite Ausbauphase geplant. Auf der Baustelle sollten rund 10.000 Menschen arbeiten, und nach der Eröffnung des Parks sollten dort permanent 23.000 Menschen beschäftigt sein, sowie 5.000 temporäre Arbeitskräfte. Die Nebentätigkeiten und peripheren Aktivitäten sollten laut den optimistischsten Prognosen der Experten die Schaffung von fast 100.000 Arbeitsplätzen zur Folge haben. Die französische Regierung verfolgte die Entwicklung dieses Parks während seiner gesamten Entstehung aufmerksam. Robert Fitzpatrick traf sich mehrfach mit Mitgliedern des Kabinetts von Präsident Mitterrand Ende der 1980er-Jahre. Jacques Attali schlug vor, den Park europäischer zu gestalten und die europäische Herkunft der meisten Disney-Figuren hervorzuheben, um das europäische Publikum stärker anzusprechen.
Am 5. Dezember 1990 öffnete im Süden des Geländes ein temporärer Präsentationsbereich, das Espace Euro Disney. Am 12. April 1991 wurde der letzte Bauabschnitt des Parks mit einer Pressekonferenz eröffnet, und am 2. September 1991 öffnete das Casting Center in Noisy-le-Grand, um die zukünftigen Mitarbeiter zu rekrutieren.
Die Konkurrenz reagierte und betrachtete den europäischen Markt als eine potenzielle Quelle für Gewinne. Andere große amerikanische Freizeitparkunternehmen entwickelten ebenfalls ihre Projekte. Die Busch Entertainment Corporation war in der Planung eines Themenparks in der Region Barcelona beteiligt, Six Flags erwog einen Park in Marbella, und schließlich arbeitete Universal Destinations & Experiences an einem Standort entweder im Großraum Paris oder in der Nähe von London.

### Seit 1992: Eröffnung und Erweiterung
Der Komplex öffnet seine Tore am 12. April 1992. Neben dem ersten Freizeitpark umfasst er mehrere Hotels und Festival Disney – später 1996 umbenannt in Disney Village – ein über 3 Hektar großes Einkaufs-, Restaurant- und Unterhaltungszentrum, das zwischen den Parks und den Hotels gelegen ist. Einige Einrichtungen im Disney Village werden von Drittunternehmen betrieben, die an Disneyland Paris Miete zahlen. In optimistischer Erwartung wurde die Eröffnung eines zweiten Parks bereits für 1995 angekündigt: Disney-MGM Studios Europe.

#### 1993–2002: Eine harte Rückkehr zur finanziellen Realität
Doch das Finanzierungsmodell, das dem Komplex zugrunde liegt, erweist sich schnell als äußerst fragil. Zudem erscheint der Komplex wenig auf die Erwartungen der europäischen Kundschaft abgestimmt: zu hohe Preise, eine zu große Anzahl an Hotels für Europäer, die es nicht gewohnt sind, in einem Freizeitpark zu übernachten, und Besucher, die weniger konsumieren als erwartet. All dies führt zu den enormen finanziellen Verlusten von Euro Disney in den ersten Jahren. Bereits im Juni 1993 bremst Euro Disney seine Projekte und kündigt die Aussetzung geplanter Entwicklungen an. Am 8. Juni 1994 gibt eine außerordentliche Hauptversammlung der Aktionäre grünes Licht für eine finanzielle Umstrukturierung. Um eine Schuldenlast von nahezu 3 Milliarden Euro zu bewältigen, erklärt sich die Muttergesellschaft bereit, bis 1998 auf Lizenzgebühren zu verzichten. Die Banken willigen in einen Verzicht auf Zinsen ein, und die Schulden werden umstrukturiert. Das Kapital wird um 882 Millionen Euro erhöht, und ein saudischer Investor beteiligt sich mit 10 % am Kapital. Die Preispolitik wurde daraufhin überarbeitet. Der französische Präsident François Mitterrand und der US-amerikanische Präsident George H. W. Bush besuchen 1994 Euro Disney (der letztere begleitet von seinen Enkeln). Am 1. Oktober 1994 wird der Komplex in Disneyland Paris umbenannt. Der Astronaut Buzz Aldrin eröffnet am 31. Mai 1995 die Attraktion Space Mountain: De la Terre à la Lune. Im selben Jahr lässt der Sänger Michael Jackson den Park für eine Nacht privatisieren und hinterlässt seine Unterschrift unter dem Klavier der Präsidentensuite. Die Investitionen gewinnen an Umfang, und am 29. September 1999 wird die Planung eines zweiten Parks bekannt gegeben, dessen Eröffnung für das Frühjahr 2002 vorgesehen ist.

#### 2002–2007: Schwierige Eröffnung eines zweiten Parks
Am 1. Januar 2002, in Erwartung der Eröffnung des zweiten Parks, wird der Komplex in Disneyland Resort Paris umbenannt. Der erste Themenpark trägt nun den Namen Disneyland Park.
Am 16. März 2002 wird das Resort um einen zweiten Themenpark erweitert, den Walt Disney Studios Park. Dieser Park befindet sich südlich des ersten Parks entlang der RER-Linie und umfasst bei seiner Eröffnung 10 Attraktionen, darunter hauptsächlich Shows. Er soll den Besuchern einen Einblick in die Kulissen des Kinos, der Zeichentrickfilme und des Fernsehens bieten. Regelmäßig kommen neue Attraktionen hinzu, darunter jüngst der Marvel Avengers Campus.
Die Besuchszahlen nach der Erweiterung des Komplexes werden jedoch nicht wie erhofft erreicht, und das Unternehmen sieht sich erneut mit finanziellen Schwierigkeiten konfrontiert. Bereits im Sommer 2003 gibt Euro Disney zum ersten Mal seit 1994 bekannt, dass es seine finanziellen Verpflichtungen nicht erfüllen kann. Vom 9. Juni 2004 bis zum 23. Februar 2005 wird eine Umstrukturierung des Kapitals und der Schulden verhandelt. Das Kapital wird um 250 Millionen Euro erhöht, wovon ein Teil für die Finanzierung neuer Attraktionen verwendet wird.
Seit 2007 wird der Walt Disney Studios Park umfassend umgestaltet, um seine Attraktivität zu steigern. Der Bereich Animation Courtyard wurde in Toon Studio umbenannt, und neue Attraktionen wie Crush's Coaster und Cars Quatre Roues Rallye wurden hinzugefügt. Ende 2007 ermöglicht die Eröffnung der Tower of Terror-Attraktion die Schaffung eines Hollywood Boulevard als Vorläufer künftiger Erweiterungen.

#### 2007–2015: Rückkehr zum Wachstum mit dem 15. Jubiläum
Am 12. Februar 2007 kündigten Pierre & Vacances und Euro Disney S.C.A. die Gründung eines gemeinsamen Unternehmens für das Projekt „Villages Nature“ an. Es handelt sich um ein Milliardenprojekt (bereits 2003 angekündigt), das 7.000 Apartments in vier thematischen Dörfern umfasst. Diese Dörfer sollen auf den Grundstücken von Disneyland Paris sowie den Kommunen Bailly-Romainvilliers, Coutevroult und Villeneuve-le-Comte entstehen. Acht Monate später, am 12. November 2007, berichtete die Presse, dass die Entscheidung zur Gründung des „Villages Nature“ durch die beiden Gruppen unmittelbar bevorsteht. Im Jahr 2007 erreichte der Umsatz 1,22 Milliarden Euro, was eine Steigerung von 12 % bedeutet.
Am 9. Mai 2009 kündigte die SNCF eine Partnerschaft mit Disneyland Paris an, um Familienbereiche in den TGV-Zügen zu gestalten. Am 20. Mai 2009 gab Disney bekannt, dass die Tickets für die Agenturen von Selectour im Voraus verfügbar sind: Das Angebot, „Pluto2“ genannt, bietet eine erweiterte Auswahl an Tickets für verschiedene Teile des Resorts und wird ab dem 1. Juni auch auf andere Reisebüros ausgeweitet. Am 20. Mai 2009 berichtete der Jahresbericht von Euro Disney SCA, dass der medizinische Dienst des Resorts von einer Verschlechterung der Gesundheit der Mitarbeiter sprach. Le Monde berichtete im April 2010, dass „die Arbeitsmedizin im Jahr 1.500 Arbeitsunfälle für 15.000 Mitarbeiter verzeichnete“.
Am 13. Juni 2010 erneuerte Disneyland Paris seine Partnerschaft mit der SNCF, um während der Sommerferien Familienbereiche in den TGVs anzubieten. Am 17. August 2010 wurde im Walt Disney Studios Park eine neue Sektion namens „Toy Story Playland“ eröffnet, die auf den Filmen von Toy Story basiert und drei neue Attraktionen sowie einen Shop umfasst. Am 13. September 2010 unterzeichneten Euro Disney S.C.A. und der französische Staat eine Ergänzungsvereinbarung, die den Vertrag bis 2030 verlängert und den Komplex von 1.945 Hektar auf 2.230 Hektar erweitert. Diese Ergänzung bestätigt das Projekt von „Villages Nature“, das 7.000 touristische Unterkünfte umfasst, die von Pierre & Vacances auf 520 Hektar entwickelt werden, mit einer Investition von 1,8 Milliarden Euro, sowie den Bau von 10.000 festen Wohnungen im Rahmen der urbanen Entwicklung von Val d'Europe. In diesem Vertrag ist auch die Möglichkeit enthalten, bis 2036 einen dritten Themenpark zu errichten, was jedoch noch nicht aktuell ist.
Am 11. Januar 2011 unterzeichnete Walt Disney Company EMEA einen Sechs-Jahres-Vertrag mit MasterCard für Promotionen in Disneyland Paris, den Disney Stores und den Filmen. Am 19. April 2012 erwarb die Gruppe Algonquin von Thomas Cook das Hotel Explorers und renovierte es. Am 2. August 2012 kündigte die belgische Stadt Dinant an, eine Partnerschaft mit Disneyland Paris einzugehen, die am 15. August 2012 offiziell wurde.
Am 18. September 2012 gab Euro Disney S.C.A. bekannt, dass The Walt Disney Company ihr ein Darlehen in Höhe von 1,332 Milliarden Euro gewährt, um ihre Schulden umzustrukturieren. Diese Maßnahme erleichtert den finanziellen Druck auf Euro Disney SCA und verschafft ihr mehr Flexibilität für Entwicklungen in den bestehenden und zukünftigen Infrastrukturen des Disneyland Paris Resorts. Im selben Jahr feierte Disneyland seinen 20. Geburtstag, und die Feierlichkeiten wurden bis September 2013 verlängert. Dieses Jubiläum war ein Erfolg, da es 16 Millionen Besucher anzog.
Am 3. Juni 2013 plante ein saudischer Prinz, Fahad al Saud, 15 Millionen Euro für drei Tage im Disneyland Paris mit 60 Gästen auszugeben, einschließlich besonderer Events und Charakteren, die noch nie zuvor aufgetreten waren. Am 4. Juni 2013 kündigte B&B Hotels den Bau eines fünften Hotels an, mit einer Eröffnung für 2015.
Am 10. Juli 2014 wurde die Attraktion „Ratatouille: L'Aventure totalement toquée de Rémy“ eröffnet, begleitet von einem Restaurant und einem Shop. Am 12. September 2014 gab Disney ein Projekt für neue Star-Wars-Attraktionen in Disneyland Paris bekannt.

#### 2015–2017: Transformation zum 25. Jubiläum
Ab 2015 kündigte Euro Disney große Renovierungsmaßnahmen für die Jahre 2015, 2016 und 2017 an, um das 25-jährige Jubiläum des Resorts vorzubereiten.
Die Themed Entertainment Association betrachtete Disneyland Paris im Jahr 2016 als den führenden europäischen Resort, mit insgesamt 13,37 Millionen Besuchern. Das Resort verfügt über zwei Freizeitparks und 5.800 Hotelzimmer und liegt damit vor dem Europa-Park Resort mit 5,6 Millionen Besuchern und 953 Hotelzimmern. Auf dem dritten Platz in Europa folgt das spanische Resort PortAventura World, das über zwei Freizeitparks und einen dritten, zu diesem Zeitpunkt im Bau befindlichen Park sowie 2.100 Hotelzimmer verfügte.
Am 26. März 2017 wurde mit der Eröffnung von Star Tours: The Adventures Continue, einer neuen Version der beliebten Attraktion Star Tours, das 25-jährige Jubiläum des Resorts eingeleitet. Am 31. März 2017 berichteten Foren über geplante Marvel-Attraktionen im Walt Disney Studios Park sowie Renovierungen des Disneyland Hotels und des Disney's Hotel New York im Verlauf der nächsten zehn Jahre. Am 14. Mai 2017 feierte der Park das 25-jährige Jubiläum, indem er Schauspieler aus dem Film Pirates of the Caribbean: Salazar's Revenge zur europäischen Filmpremiere begrüßte.

#### 2017–2022: Erweiterung der Walt Disney Studios und Vereinbarungen über einen möglichen dritten Park
Im Jahr 2017 kündigte das englische Medienunternehmen Daily Express an, dass Disney in den kommenden zehn Jahren 2,1 Milliarden Euro in die Infrastruktur von Disneyland Paris investieren würde. Diese Investitionen sollten unter anderem der Renovierung von zwei Hotels, bestehenden Attraktionen und einer neuen Attraktion, die für 2024 geplant ist, zugutekommen.
Am 27. Februar 2018, bei einem Besuch im Élysée-Palast, traf Bob Iger auf Emmanuel Macron und gab ein Investitionsvorhaben von 2 Milliarden Euro bekannt. Diese Summe sollte unter anderem in den Walt Disney Studios Park fließen, indem zwischen 2021 und 2025 drei neue Themenbereiche mit den Schwerpunkten Die Eiskönigin, Star Wars und Marvel rund um einen See entstehen würden.
Am 7. Januar 2019 wurde das Disney's Hotel New York für Renovierungsarbeiten geschlossen, die das Thema Marvel integrieren sollten, mit einer geplanten Wiedereröffnung im Jahr 2021 (ursprünglich 2020). Am 9. Januar 2019 kündigte Disneyland Paris ein vorgezogenes Konzert Disney Loves Jazz für den 15. Juni 2019 an, und am 1. Februar 2019 wurde die erste offizielle Pride-Parade in einem Disney-Park für den 1. Juni 2019 angekündigt.
Am 4. April 2019 veröffentlichte Disneyland Paris die Finanzzahlen, die eine Steigerung der Einnahmen aus Hotels und dem Disney Village um 10,6 % auf fast 500 Millionen US-Dollar (442,3 Millionen Euro) zeigten.
Am 7. Februar 2020 wurde ein neuer Zusatzvertrag zur ursprünglichen Vereinbarung von 1987 unterzeichnet, der die Entscheidung über den Bau eines dritten Themenparks bis 2036 verlängerte. Wenn beide bestehenden Parks jedoch jährlich mindestens 22 Millionen Besucher anziehen, muss ein detaillierter Plan für den Bau eines dritten Parks bis spätestens 23. März 2040 vorgelegt werden.
Laut der Walt Disney Company waren bis 2019 etwa die Hälfte der 2.230 Hektar (5.510 Acres) belegt, einschließlich des Val d’Europe-Projekts und des Ökotourismusprojekts Villages Nature. Val d'Europe, eine geplante Gemeinde in der Nähe von Disneyland Paris, umfasst eine regionale Bahnstation, Hotels, ein Stadtzentrum mit einem Einkaufszentrum sowie Büro-, Handels- und Wohnflächen. Diese Entwicklungen werden von Dritten betrieben, die auf von Disneyland Paris gepachteten oder gekauften Grundstücken arbeiten.

#### 2022: 30. Jubiläum
Im Jahr 2022 feiert Disneyland Paris sein 30-jähriges Bestehen in Val d'Europe.
Die Expansionsarbeiten, die 2019 für den Walt Disney Studios Park begannen und ein Investitionsvolumen von zwei Milliarden Euro umfassen, integrieren die Themenwelten von Marvel, Star Wars und Die Eiskönigin. Im Sommer 2022, anlässlich des 30-jährigen Jubiläums des Parks in Frankreich, wurde der Marvel Avengers Campus eröffnet, eine Zone, die den Superhelden des Marvel-Universums gewidmet ist. Brie Larson, die Schauspielerin von Captain Marvel, war bei der Eröffnung anwesend. Der Marvel Avengers Campus bietet zwei Attraktionen, ein Geschäft, drei Restaurants, mehrere Food Trucks und einen Treffpunkt mit den Marvel-Superhelden.
Im Rahmen der Feierlichkeiten zum 30. Jubiläum, die am 6. März 2022 begannen, wurde täglich ein Drohnenspektakel namens Disney D-Light präsentiert, das in Zusammenarbeit mit dem französischen Unternehmen Dronisos realisiert wurde. Es handelt sich um eine visuelle Show, bei der 200 Drohnen zum Einsatz kommen.

#### 2023: Sozialer Protest
Im Frühjahr 2023 gab es in Disneyland Paris soziale Unruhen mit Streiks und Protesten innerhalb des Parks. Rund tausend Mitarbeiter forderten eine Gehaltserhöhung und bessere Arbeitsbedingungen. Diese Streiks führten zu Störungen bei mehreren Shows und Paraden.
Die Forderungen der Mitarbeiter umfassen eine Gehaltserhöhung von 200 Euro, eine Verdopplung des Sonntagslohns, eine Anpassung der Kilometergeldentschädigung und das Ende der flexiblen Arbeitszeiten. Der Streik wurde von mehreren Gewerkschaften unterstützt, darunter die CGT, Unsa und CNT-SO. Trotz der Vorschläge der Geschäftsführung, die eine Prämie von 125 Euro, die Monetarisierung von Ruhetagen und Überstunden sowie die monatliche Auszahlung eines Teils des 13. Monatsgehalts beinhalteten, mobilisierten die Arbeitnehmer erneut am 3. Juni in einem angespannten sozialen Klima. Die Geschäftsführung hatte 150 Sicherheitskräfte eines privaten Unternehmens eingesetzt und versuchte, die Mitarbeiter zu einschüchtern.

#### 2024: Änderungen und Erweiterung des Walt Disney Studios Parks
Am 12. April 2024, anlässlich des 32. Jubiläums des Komplexes und der bevorstehenden Eröffnung des World of Frozen-Landes, gab Disneyland Paris offiziell den neuen Namen des Walt Disney Studios Parks bekannt, der nun Disney Adventure World heißen wird. Im August 2024, anlässlich der D23 Convention, kündigte die Destination den Bau einer neuen Zone basierend auf dem Film Der König der Löwen im Disney Adventure World Park an, die das ursprünglich geplante Star-Wars-Land ersetzen wird. Dieses riesige Projekt, das von der Muttergesellschaft The Walt Disney Company finanziert wird, umfasst eine Investition von zwei Milliarden Euro. Der Park wird seine Fläche fast verdoppeln, mit neuen Restaurants, Attraktionen und Shows.

## Verkehrsinfrastruktur und Verkehrsanbindung
Das Disneyland Paris ist über die Autoroute A4, Ausfahrt Nr. 14 erreichbar. Nach der Ausfahrt folgen Besucher den gut ausgeschilderten Straßen in Richtung Marne-la-Vallée – Chessy, die direkt zum Parkplatz des Disneyland Paris führen. Der Hauptparkplatz befindet sich in unmittelbarer Nähe des Resorts und bietet zahlreiche Stellplätze für Autos. Von dort aus gelangen Besucher bequem zu Fuß auf Laufbändern zum Eingang des Disneyland Paris Resorts.
Der Bahnhof Marne-la-Vallée – Chessy, der wichtigste Eisenbahnknotenpunkt in Frankreich, liegt im Herzen dieses Areals, in unmittelbarer Nähe der Disney-Parks. Er wird sowohl von der Linie A des RER (Regionalzugnetz) bedient, dessen Endstation er ist, als auch von der Hochgeschwindigkeitsstrecke TGV, die den Osten Frankreichs mit anderen Regionen verbindet. Dieser Bahnhof verfügt über einen kostenpflichtigen Parkplatz für Autos, der von der SNCF (französische Staatsbahn) betrieben wird, sowie über einen Busbahnhof. Weiter südlich befindet sich ein weiterer Busbahnhof mit einem Parkplatz, der von Indigo verwaltet wird.
Beide Busbahnhöfe werden von lokalen Busnetzen bedient, insbesondere von dem von Marne-la-Vallée, sowie von den Disneyland Paris-Shuttles, darunter den „Magical Shuttle“, die die Flughäfen mit den Disney-Hotels und Partnerhotels verbinden.

## Attraktionen

### Themenparks
Das Disneyland Paris beherbergt die beiden Freizeitparks Disneyland Park und Walt Disney Studios Park.

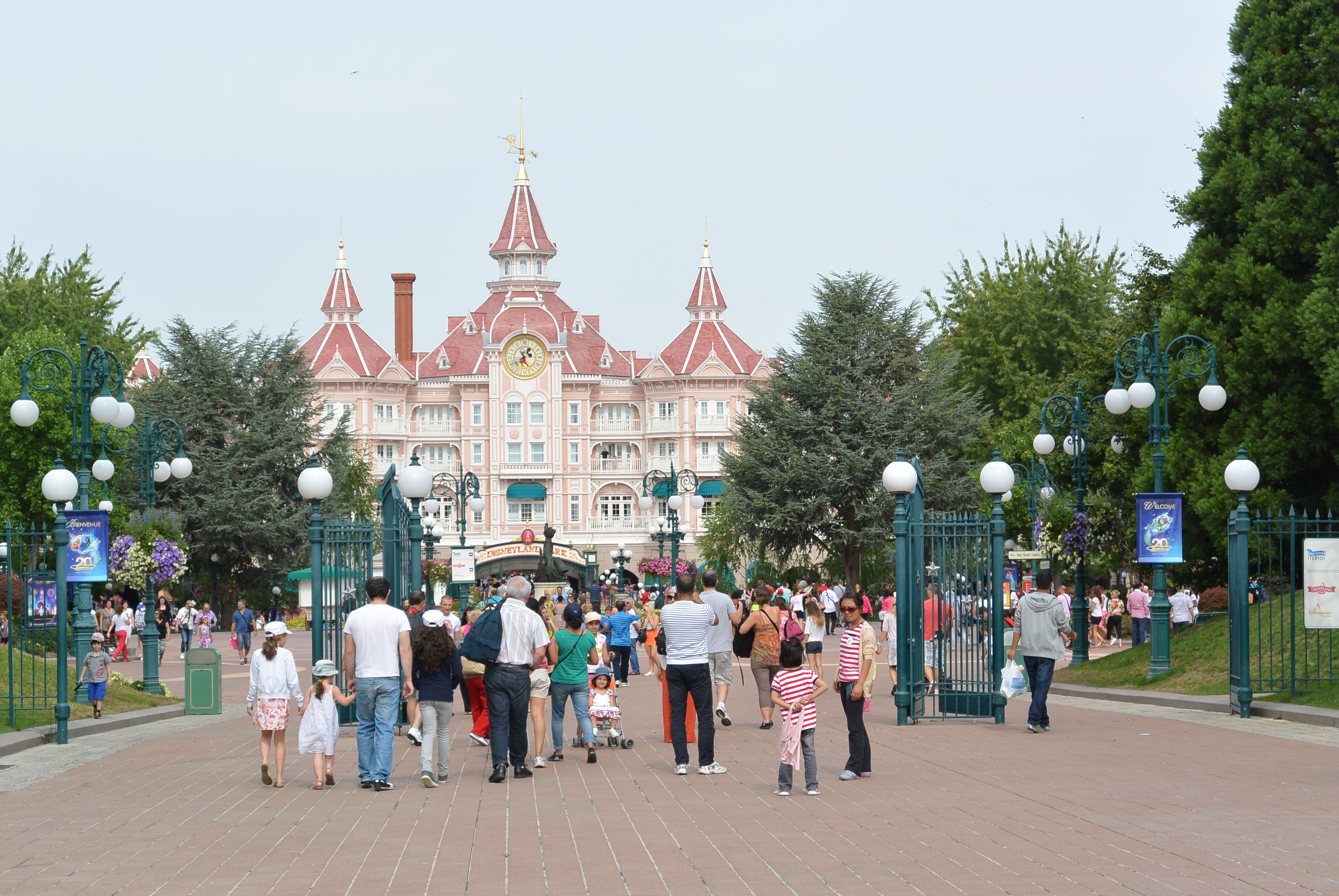
Disneyland Park
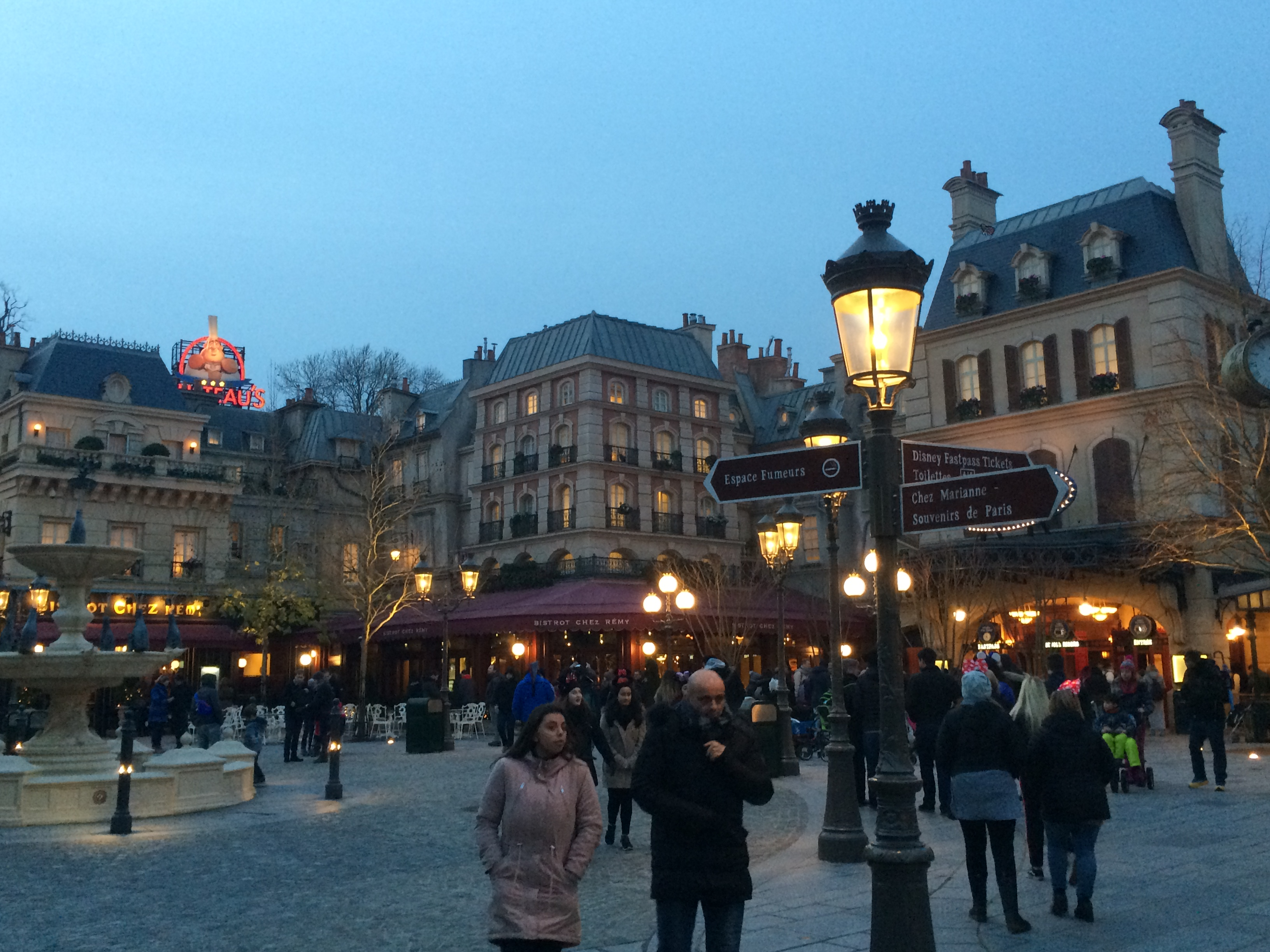
Walt Disney Studios Park

### Disney Village
Disney Village wurde 1992 unter dem Namen Festival Disney eröffnet und befindet sich im Zentrum von Disneyland Paris, zwischen den Hotels und den beiden Themenparks. Die ursprüngliche Gestaltung des Areals wurde vom berühmten Architekten Frank Gehry entworfen, wobei sich das Konzept im Laufe der Jahre durch Umbauten und Nutzungsänderungen stark verändert hat. Vom ursprünglichen Design ist heute nur noch wenig übrig, da das Gebiet ständig modernisiert und an die aktuellen Bedürfnisse der Besucher angepasst wurde.
Mit einer Fläche von etwa 15 Hektar bietet das Disney Village eine Vielzahl an Attraktionen und Freizeitmöglichkeiten, die auch nach Parkschluss zugänglich sind. Die Gegend wird als eine eigenständige „Stadt“ innerhalb des Resorts präsentiert, die neben einem breiten Angebot an Shops und Restaurants auch einen Kinokomplex umfasst. Zu den bekannten Läden gehören mehrere Disney Stores, in denen eine große Auswahl an Merchandise-Artikeln angeboten wird – viele davon auch aus den Disney-Parks.
Das Angebot an gastronomischen Einrichtungen reicht von internationalen Ketten bis hin zu einzigartigen Themen-Restaurants. Unter anderem gibt es das Rainforest Café, das sich durch eine tropische Dschungelatmosphäre auszeichnet, sowie das Billy Bob’s Country Western Saloon, in dem regelmäßig Live-Musik zu hören ist. Ein weiteres Highlight ist das Annette’s Diner, in dem Kellner auf Rollschuhen das Essen servieren und die Gäste mit Rock-’n’-Roll-Musik unterhalten. Für Schnellimbiss-Fans gibt es hier auch eine Filiale von McDonald’s, eine Starbucks-Kaffeebar, sowie Vapiano und Five Guys.
Neben den gastronomischen und Shoppingmöglichkeiten bietet das Disney Village auch Unterhaltung in Form eines IMAX-3D-Kinos und eines Bowling-Centers. Besonders hervorzuheben ist der Disney Village Parking, ein großes Besucherparkhaus, das es ermöglicht, auch Besucher anzulocken, die keine Tickets für die Themenparks gekauft haben.
Aktuell wird das Disney Village umfangreich renoviert und weiterentwickelt, um das Erlebnis für Besucher noch weiter zu verbessern. Im Zuge dieser Renovierungsarbeiten wurden bereits einige Einrichtungen, wie das Planet Hollywood-Restaurant, geschlossen. Diese Umgestaltungen sollen dazu beitragen, das Disney Village noch attraktiver und vielseitiger zu gestalten, sodass es auch in Zukunft ein zentraler Anziehungspunkt für Gäste bleibt, die Disneyland Paris besuchen.

### Golf Disneyland
Zwei Kilometer von den Disney Parks entfernt, liegt im Disneyland Resort Paris der zwischen Wasserfällen, Felsen, Bächen und Bäumen gelegene 27-Loch-Golfplatz. Der Parcours eignet sich sowohl für Anfänger als auch für Profis. Direkt nebenan befindet sich das Radisson Blu Hotel at Disneyland Paris mit vier Sternen.

## Hotelresort
| Name                                      | Eröffnungsdatum   | Sterne                                                        | Thematisierung           | Zimmeranzahl  |
| ----------------------------------------- | ----------------- | ------------------------------------------------------------- | ------------------------ | ------------- |
|                                           |                   |                                                               |                          |               |
| Disney Hotels                             |                   |                                                               |                          |               |
| Disneyland Hotel                          | 12. April 1992    | {\displaystyle \bigstar \bigstar \bigstar \bigstar \bigstar } | Viktorianisch            | 496           |
| Disney Hotel New York - The Art of Marvel | 06. Juni 1992     | {\displaystyle \bigstar \bigstar \bigstar \bigstar }          | New York, Marvel         | 561           |
| Disney Newport Bay Club                   | 12. April 1992    | {\displaystyle \bigstar \bigstar \bigstar \bigstar }          | New England              | 1.093         |
| Disney Hotel Cheyenne                     | 12. April 1992    | {\displaystyle \bigstar }                                     | Wilder Westen            | 1.000         |
| Disney Sequoia Lodge                      | 12. April 1992    | {\displaystyle \bigstar }                                     | Nordamerika              | 1.000         |
| Disney Hotel Santa Fe                     | 12. April 1992    | {\displaystyle \bigstar }                                     | Arizona/Wüste            | 1.000         |
| Disney Davy Crockett Ranch                | 01. April 1992    |                                                               | Frontier-Waldcamp        | 584 Bungalows |
| Villages Nature                           |                   |                                                               |                          |               |
| Center Parcs Villages Nature Paris        | 01. Dezember 2016 | {\displaystyle \bigstar \bigstar \bigstar \bigstar }          | Natur und Nachhaltigkeit |               |
| Partnerhotels                             |                   |                                                               |                          |               |
| Hôtel l’Elysée Val d’Europe               | 2005              | {\displaystyle \bigstar \bigstar \bigstar \bigstar }          | –                        | 152           |
| Ki Space Hotel & Spa                      | 2020              | {\displaystyle \bigstar \bigstar \bigstar \bigstar }          | –                        | 160           |
| Staycity Aparthotels Paris                | 2018              | {\displaystyle \bigstar \bigstar \bigstar \bigstar }          | –                        | 150           |
| Campanile Val de France                   | 1992              | {\displaystyle \bigstar }                                     | –                        | 300           |
| Explorers Fabulous Hotels Group           | 2003              | {\displaystyle \bigstar }                                     | –                        | 390           |
| B&B Hotel                                 | 2014              | {\displaystyle \bigstar }                                     | –                        | 400           |
| Aparthotel Adagio Val d'Europe            | 2007              |                                                               | –                        | 290           |

### Shuttles zu den Hotels und zum Village Nature
Die sechs Partnerhotels sind wie fünf der sieben Disney-Hotels durch einen kostenlosen Shuttle-Service erreichbar:
- Hôtel l'Élysée Val d'Europe,
- Starcity Apparthotels Paris Marne-la-Vallée,
- Adagio Marne-la-Vallée Val d'Europe,
- B&B Hôtel Disneyland Paris,
- Campanile Val de France,
- L'Explorers sowie in der Nähe das Dream Castle und das Grand Magic Hotel der Fabulous Hotels Group.

Ein kostenpflichtiger öffentlicher Shuttle-Service bedient:
- das 7. Disney-Hotel: Disney Davy Crockett Ranch, ein Ranch-Hotel mit Trapper-Bungalows im Wald und Stellplätzen für Wohnmobile;
- Villages Nature Paris, ein Ferienpark der Gruppe Pierre & Vacances-Center Parcs, ursprünglich in Partnerschaft mit Euro Disney entwickelt, als Joint Venture.

Der Golf Paris Val d'Europe mit 27 Löchern, früher als Golf Disneyland bekannt, der Euro Disney gehört, sowie das Radisson Blu Hotel im Zentrum des Golfplatzes werden nicht mehr durch Shuttle-Busse bedient.
Das Hotelangebot im Val d'Europe umfasst weitere nicht-partnerische Einrichtungen:
- ein zweites Aparthotel Adagio in Serris,
- ein Relais Spa,
- das Marriott's Village Île-de-France.

## Le Val d'Europe
Disneyland Paris liegt auf einem größeren Areal, dessen Entwicklung im Rahmen eines Projekts von allgemeinem Interesse erfolgt. Die Fläche des Geländes hat sich im Laufe der Zeit von 19,43 km² im Jahr 1992 auf heute 22,30 km² vergrößert.
Der südliche Teil des Ringboulevards ist dem Aufbau eines neuen urbanen Zentrums gewidmet. Neben den Hotels L'Élysée Val d'Europe und Adagio City Aparthotel umfasst dieser Bereich auch die Einkaufszentren Val d'Europe und La Vallée Village.
Das Zentrum ist über die RER-Station Serris-Montévrain - Val d'Europe erreichbar. Der Zugang zum städtischen Zentrum von Val d'Europe kann auch über die Ausfahrt Nr. 13b erfolgen.
Detailartikel: Val d'Europe (Einkaufszentrum).
Zusammen mit Disney ist das Einkaufszentrum Val d'Europe der drittgrößte besuchte Standort in Frankreich und der wichtigste Arbeitgeber der Region. Es wurde 2000 gegründet und umfasst 185 Geschäfte auf einer Verkaufsfläche von über 100.000 m². Jährlich zieht es mehr als 16,5 Millionen Besucher an.

## Resortbetrieb

### Ticketsystem
Tickets können sowohl für den Disneyland Park als auch für den Walt Disney Studios Park gekauft werden, mit der Möglichkeit, zwischen verschiedenen Ticketarten wie Einzeltickets, Mehrtagestickets und Kombitickets zu wählen.
Ein wichtiger Bestandteil des aktuellen Ticketsystems ist das „Park Reservation System“, das seit der Wiedereröffnung nach der COVID-19-Pandemie im Jahr 2021 eingeführt wurde. Dieses System erfordert, dass Gäste vor dem Besuch einen bestimmten Tag für ihren Parkeintritt reservieren. Dies soll sicherstellen, dass die Besucherzahlen kontrolliert werden, um die Gesundheit und Sicherheit aller Gäste zu gewährleisten. Die Reservierungen können über die offizielle Disneyland Paris-Website oder die mobile App vorgenommen werden.
Zusätzlich zum traditionellen Ticketverkauf bietet Disneyland Paris auch digitale Tickets an, die direkt auf dem Smartphone gespeichert werden können. Diese digitalen Tickets können vor dem Besuch gekauft und sofort zur Zugangskontrolle verwendet werden. Besucher haben auch die Möglichkeit, FastPass-Optionen zu buchen, die es ihnen ermöglichen, bestimmte Attraktionen bevorzugt zu besuchen, wodurch Wartezeiten verkürzt werden.
Im Jahr 2024 führte Disneyland Paris auch ein dynamisches Preismodell ein, das die Ticketpreise je nach Nachfrage und Besuchsdatum anpasst. Dadurch können Gäste von günstigeren Preisen an weniger frequentierten Tagen profitieren und müssen für stark nachgefragte Termine mit höheren Preisen rechnen.

### Wartezeiten
Aufgrund der steigenden Besucherzahlen und der Größe des Parks ist es kaum möglich, alle Attraktionen an einem Tag zu sehen bzw. zu absolvieren, da Wartezeiten von 60 bis 90 Minuten und mehr für eine Fahrt nicht ungewöhnlich sind. Während der Nebensaison (z. B. im Winter) sind jedoch auch Wartezeiten von wenigen Minuten möglich (vor allem an Werktagen).
An den beliebtesten Attraktionen wurde ein System namens Premier Access eingeführt. Diese begrenzt erhältlichen Sonderkarten enthalten ein Zeitfenster, innerhalb dessen Besucher über eine Extra-Warteschlange die Attraktion betreten können. Dadurch können die Wartezeiten deutlich verringert werden. In vielen vergleichbaren Parks gibt es ähnliche Systeme.

### Arbeitnehmer
Die Eröffnung des Parks im Jahr 1992 – und die Ankündigung einige Jahre zuvor – hatte in Frankreich, das von Arbeitslosigkeit betroffen war, große Hoffnungen geweckt. Doch allmählich wurde der Park in der öffentlichen Wahrnehmung zum Symbol des amerikanischen Managements, das häufig mit schwierigen Arbeitsbedingungen, Unsicherheit, niedrigen Löhnen und einem sozialen Dialog, der als unzureichend angesehen wurde, in Verbindung gebracht wurde. Im Jahr 1998 erlebte der Park übrigens einen seiner ersten bedeutenden Streiks.

### Organisationskultur
Die Organisationskultur von Disneyland Paris ist stark von den Werten und Prinzipien geprägt, die die Walt Disney Company weltweit vertritt. Ein zentraler Bestandteil der Kultur ist der Fokus auf Gastfreundschaft und Kundenzufriedenheit. Disney ist bekannt für seinen hohen Standard in der Dienstleistungsqualität, und Disneyland Paris bildet da keine Ausnahme. Die Mitarbeiter, auch bekannt als „Cast Members“, werden darauf geschult, nicht nur die Besucher zu unterhalten, sondern ihnen ein „magisches“ Erlebnis zu bieten, das über die Erwartungen hinausgeht. Dies wird oft als „Disney Difference“ bezeichnet – ein Konzept, das eine außergewöhnliche Gästeerfahrung sicherstellt und gleichzeitig das Engagement der Mitarbeiter fördert.
Ein weiteres Schlüsselelement der Organisationskultur ist die Teamarbeit. Disneyland Paris verfolgt eine kooperative Arbeitsweise, bei der alle Cast Members eine wichtige Rolle dabei spielen, das Erlebnis der Gäste zu verbessern. Dabei werden Mitarbeiter in die Entwicklung neuer Attraktionen und Dienstleistungen einbezogen, was zu einem Gefühl der Zugehörigkeit und Verantwortung führt. Disney legt großen Wert darauf, dass ihre Mitarbeiter nicht nur als Angestellte, sondern als „Familienmitglieder“ betrachtet werden, die zusammenarbeiten, um die Werte der Marke zu verkörpern.
Trotz der internationalen Ausrichtung und der globalen Standards bleibt Disneyland Paris in vielerlei Hinsicht lokal geprägt. Die Kultur des Unternehmens wird von der französischen Arbeitsweise und den französischen Werten beeinflusst, was sich in den Arbeitsbedingungen, den Erwartungen an die Work-Life-Balance und auch in der Zusammenarbeit mit den lokalen Behörden widerspiegelt. Das Unternehmen investiert auch in die soziale Verantwortung und setzt sich zunehmend für nachhaltige Praktiken und diverse Arbeitsumfelder ein.
Neben der starken betriebsinternen Kultur fördert Disneyland Paris auch eine verbindliche Unternehmenskultur, die ein hohes Maß an Innovation und Kreativität fordert. Diese Prinzipien manifestieren sich in den neuen Attraktionen, der stetigen Weiterentwicklung des Gästeerlebnisses und der kreativen Kommunikation in allen Bereichen des Resorts.
Zusammenfassend lässt sich sagen, dass Disneyland Paris eine dynamische Organisationskultur pflegt, die auf Gastfreundschaft, Zusammenarbeit, Innovation und Nachhaltigkeit ausgerichtet ist, während gleichzeitig die berühmte Disney-Magie aufrechterhalten wird.

### Sicherheit
Disneyland Paris legt großen Wert auf die Sicherheit seiner Besucher und Mitarbeiter und hat dafür ein umfassendes Sicherheitskonzept entwickelt. Der Sicherheitsdienst des Parks ist rund um die Uhr im Einsatz, um auf alle eventuellen Vorfälle schnell reagieren zu können und ein sicheres Umfeld zu gewährleisten. Zu den wesentlichen Sicherheitsmaßnahmen gehören strenge Sicherheitskontrollen an den Eingängen des Parks, bei denen Besucher durch Metalldetektoren gehen müssen und ihre Taschen durchleuchtet werden.
Darüber hinaus sind regelmäßig Sicherheitskräfte, darunter auch bewaffnete Polizisten, vor den Eingängen des Parks präsent. Diese Präsenz soll sowohl präventiv als auch beruhigend auf die Gäste wirken und gleichzeitig eine schnelle Reaktionsfähigkeit bei potenziellen Bedrohungen gewährleisten. Die Polizei arbeitet eng mit dem internen Sicherheitsdienst zusammen, um das Gelände und die angrenzenden Bereiche zu überwachen.
Disneyland Paris setzt zusätzlich auf modernste Überwachungstechnik, einschließlich Kameras und Alarmsystemen, die das gesamte Resort überwachen. Der Sicherheitsdienst ist speziell geschult, um im Ernstfall angemessen zu reagieren und die Sicherheit der Gäste und des Personals zu gewährleisten, ohne die einzigartige Atmosphäre des Parks zu beeinträchtigen. Diese Maßnahmen spiegeln das hohe Sicherheitsniveau wider, das in den Disney-Parks weltweit etabliert wurde.

### Strom- und Wasserversorgung
Im Jahr 2022 kündigte Disneyland Paris an, insgesamt 82.000 Solarpanels zu installieren, die eine Leistung von 36 GWh Strom pro Jahr erzeugen werden. Dieses System wird 17 % des Strombedarfs des Freizeitparks abdecken und umfasst bereits 46.000 Photovoltaik-Panels. Ein erster Abschnitt mit 46.000 Modulen wurde im April 2022 in Betrieb genommen. Bis 2023 werden die 82.000 Solarpanels auf einer Fläche von 20 Hektar installiert sein und eine jährliche Produktion von 36 GWh erzielen, was 17 % des Strombedarfs des gesamten touristischen Komplexes entspricht.
Disneyland Paris hat auch ein Programm zur Optimierung der Wassernutzung eingeführt. Seit August 2013 verfügt der Park über eine eigene Kläranlage, die es ihm ermöglicht, 2.100 m³ Wasser pro Tag aus Abwasser zu gewinnen. Diese „vor Ort“ durchgeführte Behandlung ermöglicht eine ökologische und wirtschaftliche Verwaltung. Disneyland Paris ist der einzige Freizeitpark in Europa, der über diese Art von Einrichtung verfügt, und hat seit Einführung dieses Systems mehr als 2 Millionen Kubikmeter Trinkwasser eingespart.

### Parkschließungen
Der Disneyland Paris-Komplex ist das ganze Jahr über geöffnet. Daher ist es selten, dass der Komplex Schließungsmaßnahmen ergreift. In 32 Jahren seines Bestehens wurden die Parks des Komplexes nur viermal geschlossen:
- Am 26. Dezember 1999 wurde der Themenpark aufgrund des Sturms Lothar geschlossen, der die Region Île-de-France und den nördlichen Teil des Landes verwüstete.
- Nach den Anschlägen vom 13. November 2015 in Frankreich blieben beide Parks vom Samstag, dem 14. November, bis Dienstag, den 17. November, geschlossen.
- Die Covid-19-Pandemie und die in Frankreich eingeführten Lockdowns führten zu mehreren längeren Schließungen:
  - Ab dem 14. März 2020 blieben die Disneyland Paris-Parks auf Anordnung des Mutterunternehmens geschlossen. Die Disney Village-Einrichtungen schlossen am 15. März, und die Hotels schlossen nach dem Abreisen der letzten Gäste. Der gesamte Komplex blieb bis einschließlich 14. Juli 2020 geschlossen (122 Tage).
  - Die Themenparks schlossen erneut ab dem Abend des 29. Oktober 2020 aufgrund der von den Behörden ergriffenen Maßnahmen im Zusammenhang mit der zweiten Pandemie-Welle. Mehrere Wiedereröffnungstermine wurden angekündigt, aber jeweils verschoben. Nach einer Ankündigung im Mai fand die Wiedereröffnung schließlich am 17. Juni 2021 statt. Dies war die längste Schließung des Komplexes seit seiner Eröffnung (230 Tage).

## Besucherzahlen

Entwicklung Besucherzahlen

Disneyland Paris gehört zu den bedeutendsten Touristenzielen in Frankreich.
| Jahr | Disneyland | Walt Disney Studios | Gesamt | Jahr | Disneyland | Walt Disney Studios | Gesamt |
| ---- | ---------- | ------------------- | ------ | ---- | ---------- | ------------------- | ------ |
| 1992 | 6,80       | –                   | 6,80   | 2008 | 12,688     | 2,612               | 15,3   |
| 1993 | 9,80       | –                   | 9,80   | 2009 | 12,74      | 2,655               | 15,395 |
| 1994 | 8,80       | –                   | 8,80   | 2010 | 10,50      | 4,50                | 15,00  |
| 1995 | 10,70      | –                   | 10,70  | 2011 | 10,99      | 4,71                | 15,7   |
| 1996 | 11,70      | –                   | 11,70  | 2012 | 11,20      | 4,80                | 16,0   |
| 1997 | 12,60      | –                   | 12,60  | 2013 | 10,43      | 4,47                | 14,9   |
| 1998 | 12,50      | –                   | 12,50  | 2014 | 9,94       | 4,26                | 14,2   |
| 1999 | 12,50      | –                   | 12,50  | 2015 | 10,36      | 4,44                | 14,8   |
| 2000 | 12,00      | –                   | 12,00  | 2016 | 8,40       | 4,97                | 13,37  |
| 2001 | 12,20      | –                   | 12,20  | 2017 | 9,66       | 5,20                | 14,86  |
| 2002 | 10,30      | 2,20                | 12,50  | 2018 | 9,843      | 5,298               | 15,141 |
| 2003 | 10,20      | 2,20                | 12,40  | 2019 | 9,745      | 5,245               | 14,99  |
| 2004 | 10,20      | 2,20                | 12,40  | 2020 | 2,620      | 1,410               | 4,03   |
| 2005 | 10,20      | 2,10                | 12,30  | 2021 | 3,500      | 1,884               | 5,384  |
| 2006 | 10,60      | 2,20                | 12,80  | 2022 | 9,930      | 5,340               | 15,27  |
| 2007 | 12,00      | 2,50                | 14,50  | 2023 | 10,400     | 5,700               | 16,1   |

Der Park hatte einen schwierigen Start, mit einer Besucherzahl, die nicht den Erwartungen der Walt Disney Company entsprach. Im Laufe der Jahre, trotz einer langsamen Verbesserung der Besucherzahlen, führten die erheblichen Schulden des Unternehmens dazu, dass man um die Zukunft des Parks fürchtete. Doch die finanzielle Stabilität des Mutterunternehmens konnte die Banken 2004 von einer Unterstützung überzeugen. 2009 empfing der Park 15,4 Millionen Besucher.
Zu den heftigsten Kritiken gehörte die Bezeichnung des Parks durch Ariane Mnouchkine als „kulturelles Tschernobyl“. Dies ist der extreme Ausdruck einer vielschichtigen Kritik, die von verschiedenen Essayisten und Philosophen wie Umberto Eco, Jean Baudrillard oder Denis Lacorne geäußert wurde. Marc Augé erklärte: „Disneyland ist die Welt von heute, in ihrem schlimmsten und besten Zustand: die Erfahrung der Leere und der Freiheit.“
In der Öffentlichkeit veröffentlichte die Union fédérale des consommateurs - Que choisir, basierend auf einer Zufriedenheitsumfrage unter ihren Lesern, eine Gesamtzufriedenheit von 78,3 %, was den Komplex Disney auf den sechsten Platz hinter unter anderem dem Parc Astérix und dem Futuroscope setzte. Laut dieser Studie sind die Schwächen des Komplexes (mit weniger als 70 % Zufriedenheit) der kostenpflichtige Parkplatz, die Wartezeiten, die Gastronomie, die Geschäfte (Auswahl und Preise) sowie das Preis-Leistungs-Verhältnis – fünf von insgesamt vierzehn verglichenen Punkten.

## Wirtschaft

### Geschäftliche Auswirkungen
Aus den Anfangsinvestitionen standen auch 2013 noch rund 1,7 Mrd. Euro Schulden in den Geschäftsbüchern. In der Mehrzahl der Jahre machte Euro-Disney Verluste; zwischen 2008 und 2013 in jedem Jahr. Alleine aus dieser Periode addieren sich die Verluste auf 78 Millionen Euro Schulden. Der Park reagierte mit einem mehrfach verschärften Sparprogramm, das von Beschäftigten als erheblicher Druck empfunden wurde. Auch Besucher waren von den Sparmaßnahmen betroffen und reagierten auf die Schließung von Fahrgeschäften, Absagen von Shows und Einsparungen bei der Gastronomie mit Protesten.
2012 musste die Muttergesellschaft die Altschulden übernehmen, die Tilgungsfristen strecken und Zinsen herabsetzen. Als wesentlicher Faktor der roten Zahlen gelten die Lizenzzahlungen an das Mutterunternehmen von 70 Millionen Euro im Jahr. 2017 endete ein zweijähriges Modernisierungsverfahren, im Rahmen dessen zahlreiche Attraktionen erneuert sowie teilweise neu eröffnet und Hotels renoviert wurden. Nachdem Disney in Folge der COVID-19-Pandemie hohe Verluste einfahren musste, erreichte das Unternehmen 2022 einen Rekordumsatz von 2,4 Mrd. € und einen Gewinn von 47 Mio. €.

### Wirtschaftliche Auswirkungen auf die Region
In den 30 Jahren seit der Eröffnung hat Disneyland Paris einen Mehrwert von 84,5 Milliarden Euro für die französische Wirtschaft generiert. Für jeden Euro, den der Staat investierte, hat die französische Wirtschaft – indirekt – 100 Euro zurückerhalten. Seit seiner Gründung hat Disneyland Paris 9,1 Milliarden Euro investiert.
Im Jahr 2011 generierte der Park 55.643 direkte und indirekte Arbeitsplätze auf nationaler Ebene. Im Jahr 2022, so Damien Audric, Direktor für Stadtentwicklung und Umwelt von Disneyland Paris, würde der Park 63.000 Arbeitsplätze schaffen.

## Kritik
Zu den wichtigsten Kritikpunkten bei der Eröffnung des Parks in Bezug auf die Bedingungen des Vertrags zwischen dem französischen Staat und Disney gehören:
Kosten für den Staat und die lokalen Gebietskörperschaften
- 1,5 Milliarden Francs für die Infrastrukturmaßnahmen, insbesondere im Bereich der Straßen- und Schienenverbindungen.
- Eine Milliarde Francs in indirekten Subventionen durch eine Senkung des Zinssatzes für das Darlehen der Caisse des Dépôts et Consignations.

Allerdings wurden diese Subventionen für die Ansiedlung innerhalb weniger Jahre amortisiert, hauptsächlich durch die Mehrwertsteuereinnahmen, die der Freizeitpark generierte, insbesondere aufgrund der ausländischen Besucher.
Infragestellung des öffentlichen Rechts
Für den Park wurde ein besonderer rechtlicher Status gewährt: Die Vereinbarung zwischen Frankreich und Disney sieht vor, dass im Falle eines Streits zwischen den Parteien die Verwaltungsgerichte nicht zuständig sind. Die Amerikaner argumentierten, dass der Conseil d’État, als staatliche Institution, nicht unabhängig sein könne und sowohl als Richter als auch als Partei fungieren würde. Daher wurde vereinbart, dass im Falle eines Konflikts ein internationales Schiedsverfahren zum Einsatz kommen würde. Diese Schiedsklausel musste durch eine gesetzgeberische Genehmigung legitimiert werden.

## Klima
|                        | Jan | Feb | Mär  | Apr  | Mai  | Jun  | Jul  | Aug  | Sep  | Okt  | Nov  | Dez |   |      |
| Mittl. Temperatur (°C) | 4,0 | 4,4 | 7,1  | 10,4 | 14   | 17,5 | 19,6 | 19,2 | 16,2 | 12,5 | 7,7  | 4,6 | ⌀ | 11,5 |
| Mittl. Tagesmax. (°C)  | 6,5 | 7,7 | 11,3 | 14,9 | 18,2 | 21,7 | 23,9 | 23,7 | 20,6 | 16,1 | 10,5 | 7,2 | ⌀ | 15,2 |
| Mittl. Tagesmin. (°C)  | 1,5 | 1,3 | 3,1  | 5,8  | 9,5  | 12,8 | 15,0 | 14,6 | 11,9 | 9,2  | 5,1  | 2,2 | ⌀ | 7,7  |
|                        |     |     |      |      |      |      |      |      |      |      |      |     |   |      |
| Niederschlag (mm)      | 65  | 57  | 57   | 58   | 70   | 61   | 59   | 63   | 52   | 66   | 67   | 79  | Σ | 754  |
|                        |     |     |      |      |      |      |      |      |      |      |      |     |   |      |
| Sonnenstunden (h/d)    | 2,9 | 4,0 | 5,8  | 8,1  | 8,7  | 9,5  | 10,0 | 9,1  | 7,2  | 5,2  | 3,4  | 3,0 | ⌀ | 6,4  |
|                        |     |     |      |      |      |      |      |      |      |      |      |     |   |      |
| Regentage (d)          | 9   | 8   | 8    | 8    | 9    | 8    | 8    | 8    | 7    | 8    | 9    | 10  | Σ | 100  |
|                        |     |     |      |      |      |      |      |      |      |      |      |     |   |      |
| Luftfeuchtigkeit (%)   | 85  | 81  | 76   | 71   | 72   | 69   | 66   | 66   | 71   | 79   | 86   | 86  | ⌀ | 75,6 |

| 1,5 |

| 1,3 |

| 3,1 |

| 5,8 |

| 9,5 |

| 12,8 |

| 15,0 |

| 14,6 |

| 11,9 |

| 9,2 |

| 5,1 |

| 2,2 |

| 1,5 |

| 1,3 |

| 3,1 |

| 5,8 |

| 9,5 |

| 12,8 |

| 15,0 |

| 14,6 |

| 11,9 |

| 9,2 |

| 5,1 |

| 2,2 |